# スタッド・ドゥ・エノー
スタッド・ドゥ・エノー（Stade du Hainnaut）は、フランス・オー＝ド＝フランス地域圏ノール県ヴァランシエンヌにある多目的スタジアム。ヴァランシエンヌFCがホームスタジアムとして使用している。

## 概要
2005-06シーズンにヴァランシエンヌFCがリーグ・アンへ昇格したことで、スタッド・ナンジェッセに代わる新スタジアム建設計画が持ち上がり、2008年5月に総工費7,500万ユーロを投じた建設工事がスタート。それから約3年後の2011年7月25日に落成式とボルシア・ドルトムントを招いてのこけら落としが行われた。
スタジアムで初めて開催された国際Aマッチは、UEFA EURO 2012直前の強化試合として行われたフランス代表対アイスランド代表の試合である。結果はフランク・リベリーらの3ゴールで3-2と勝利を収めた。
2017年5月、スタジアムのピッチにハイブリッド芝の一つであるAirFiberを導入した。
2019年6月、2019 FIFA女子ワールドカップのスタジアムとして6試合が開催された。

## 開催された主な大会・試合
- 2019 FIFA女子ワールドカップ

| 日付          | チーム#1       | 結果 | チーム#2   | ラウンド   |
| ------------- | -------------- | ---- | ---------- | ---------- |
| 2019年6月9日  | オーストラリア | 1-2  | イタリア   | グループC  |
| 2019年6月12日 | ドイツ         | 1-0  | スペイン   | グループB  |
| 2019年6月15日 | オランダ       | 3-1  | カメルーン | グループE  |
| 2019年6月18日 | イタリア       | 0-1  | ブラジル   | グループC  |
| 2019年6月23日 | イングランド   | 3-0  | カメルーン | ラウンド16 |
| 2019年6月29日 | イタリア       | 0-2  | オランダ   | 準々決勝   |

- 国際Aマッチ

| 日付          | チーム#1 | 結果 | チーム#2     | ラウンド |
| ------------- | -------- | ---- | ------------ | -------- |
| 2012年5月27日 | フランス | 3-2  | アイスランド | 親善試合 |
| 2015年3月25日 | フランス | 6-0  | エストニア   | 親善試合 |

## ギャラリー

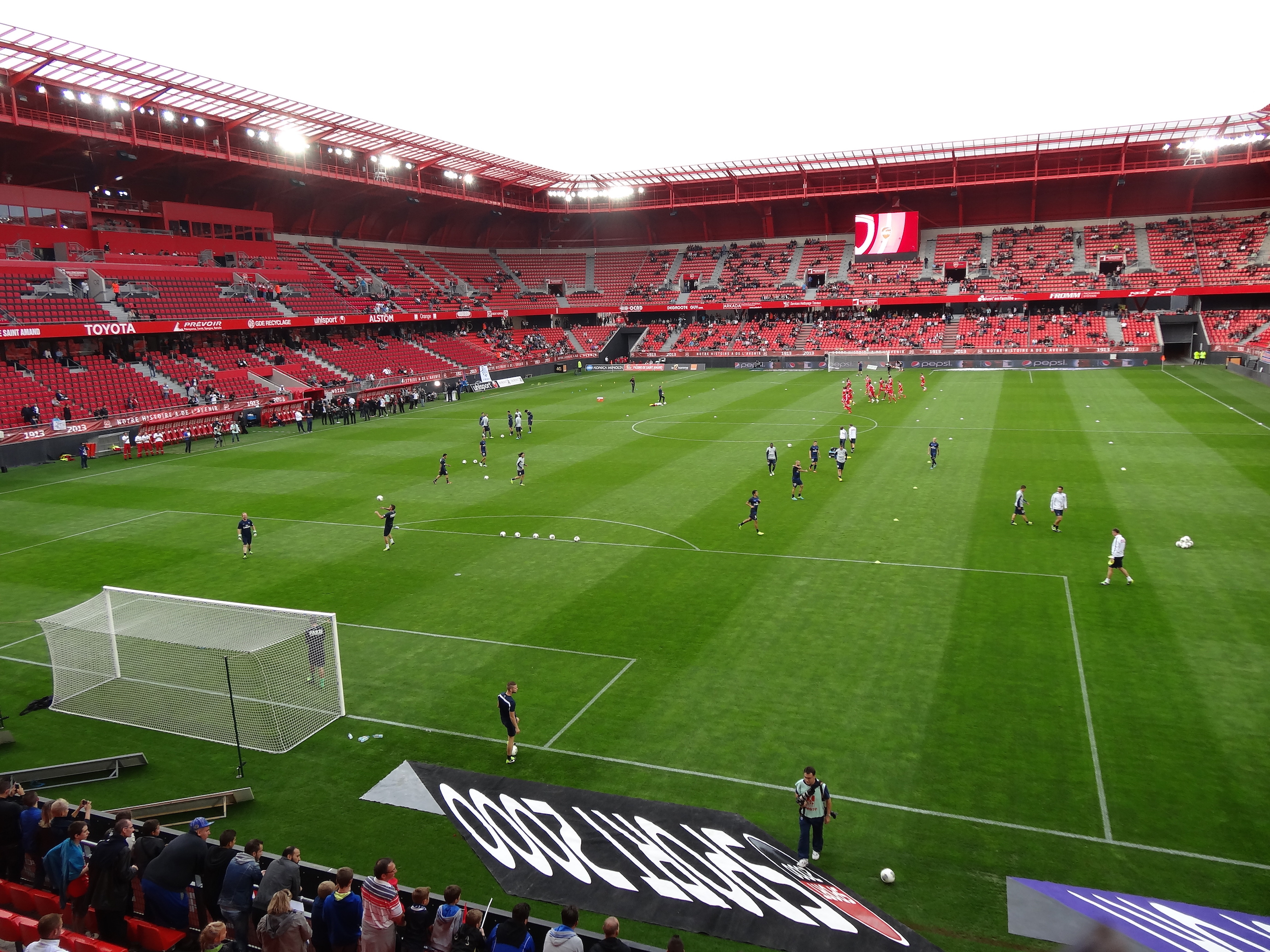
2013年の内観
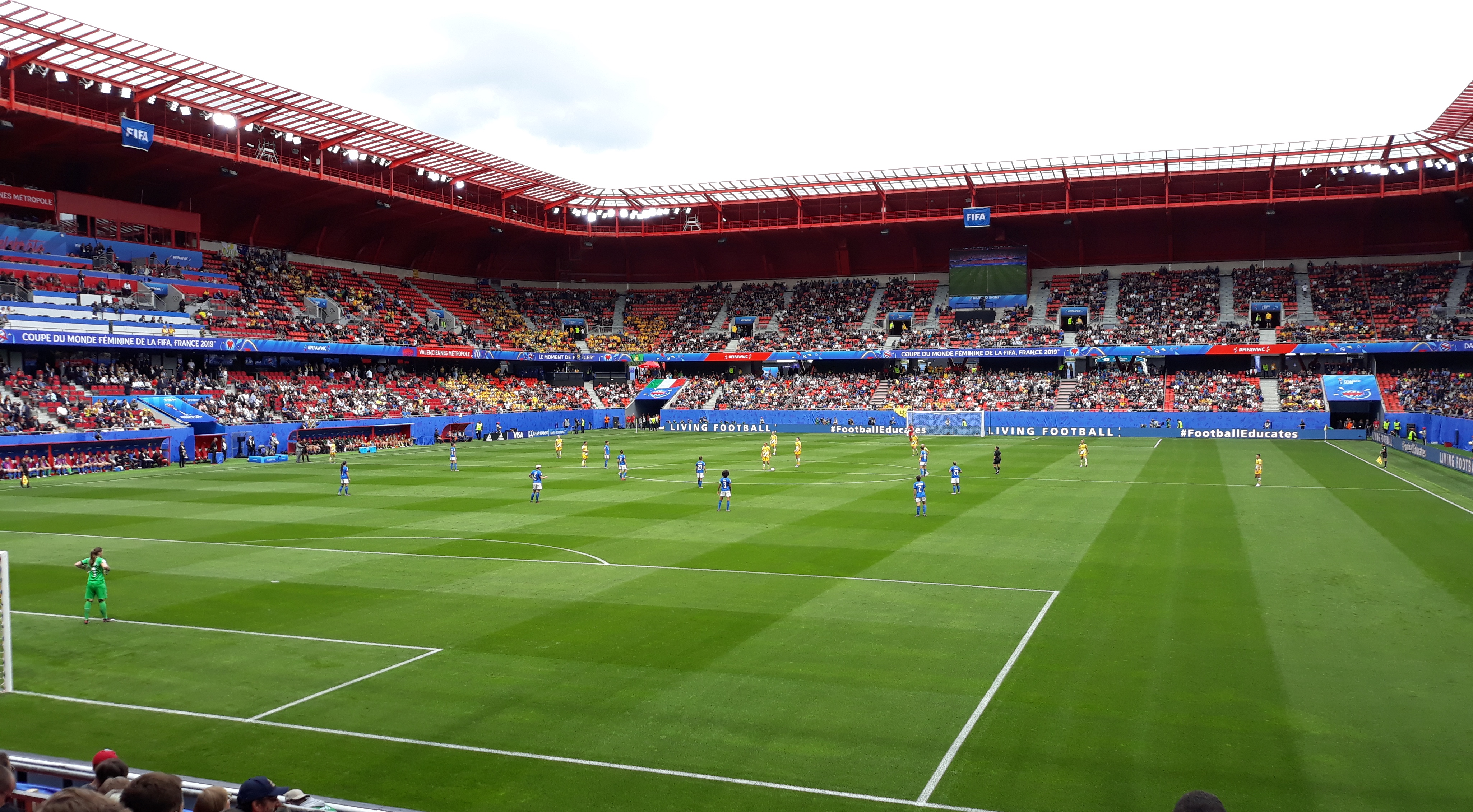
2019年の内観
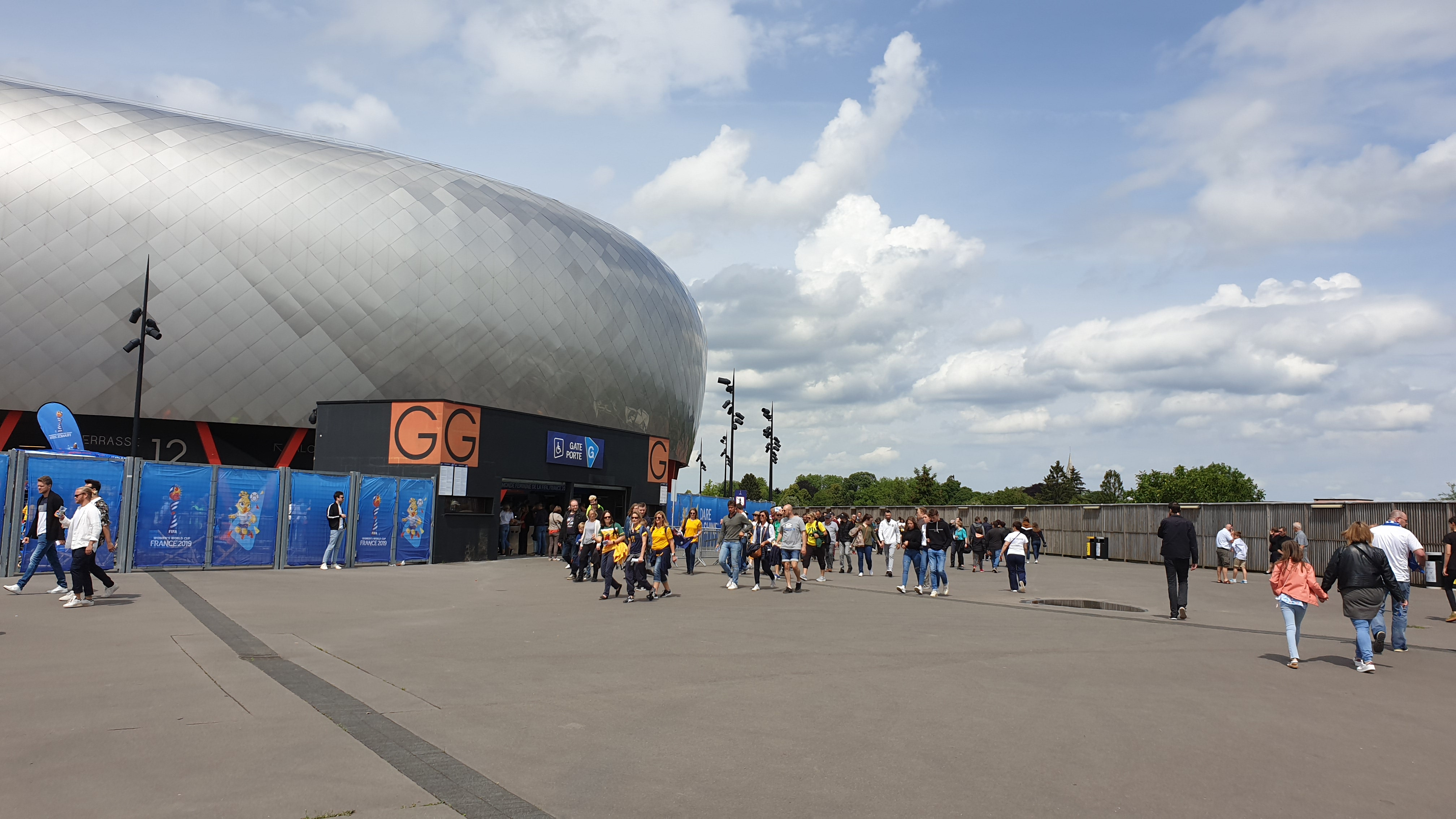
2019年の外観